# Taracticus ruficaudus
Taracticus ruficaudus är en tvåvingeart som beskrevs av Charles Howard Curran 1930. Taracticus ruficaudus ingår i släktet Taracticus och familjen rovflugor. Inga underarter finns listade i Catalogue of Life.